# Quique Sánchez Flores
Enrique Sánchez Flores, detto Quique (Madrid, 5 febbraio 1965), è un allenatore di calcio ed ex calciatore spagnolo, di ruolo difensore.

## Biografia
Suo padre, Isidro Sánchez García-Figueras, fu anch'egli un calciatore, vincitore di quattro campionati di fila e una Coppa di Spagna con il Real Madrid. Sua madre Carmen Flores è stata una cantante e sua zia Lola Flores è stata una cantante, ballerina e attrice.

## Carriera

### Club
Come calciatore ha militato in vari club, tra cui Valencia, Real Madrid e Real Saragozza. Ha fatto parte della Nazionale spagnola al Mondiale italiano nel 1990.

### Allenatore
Inizia come allenatore nel Getafe nella stagione 2004-2005 in cui la squadra gioca per la prima volta nella Primera Division. Nella sua prima esperienza porta il club al tredicesimo posto a fine anno raggiungendo una salvezza tranquilla.
Dopo una sola stagione nel Getafe viene chiamato dal Valencia. Nelle due stagioni successive riesce a qualificare il club valenciano per la UEFA Champions League, ma nonostante questo la pressione dell'ambiente porterà il presidente del club a esonerarlo il 29 ottobre 2007 dopo un avvio di stagione molto stentato.
Il 24 maggio del 2008 viene presentato come nuovo tecnico del Benfica, club con il quale firma un contratto di due anni con opzione per il terzo. Al termine della prima stagione rescinde in maniera consensuale il contratto con i lusitani, dopo un campionato non soddisfacente; nonostante questo in Portogallo si aggiudica il primo trofeo da allenatore, la coppa portoghese.
Il 24 ottobre 2009 diventa allenatore dell'Atletico Madrid, in sostituzione dell’esonerato Abel Resino. Riesce in quella stagione ad arrivare a ben due finali: quella di Coppa Uefa, una finale europea che al club dei Colchoneros mancava da 24 anni, e quella di Copa del Rey, che mancava da 10 anni. Il 12 maggio 2010, battendo il Fulham per 2-1, vince l'Europa League mentre la Coppa nazionale sfumerà per una sconfitta contro il Siviglia. Il 27 agosto arriva pure la Supercoppa europea conquistata ai danni dell'Inter. Lascia l'Atletico al termine della stagione 2010-2011.
L’8 novembre diventa allenatore dell'Al-Ahli di Dubai in sostituzione dell’esonerato Ivan Hašek, prende la squadra al penultimo posto in classifica con 3 punti. Viene eliminato nella Coppa del Presidente degli Emirati Arabi Uniti per 4-0 dall’Al-Wasl. Supera il proprio girone arrivando secondo nel torneo del’Arabian Gulf Cup e in semifinale batte per 1-0 l’Al-Wasl. Il 6 maggio 2012 gli viene offerto il prolungamento del contratto e dopo quasi due settimane vince l’Arabian Gulf Cup battendo per 5-4 dopo i calci di rigore l’Al Shabab. Chiude il campionato al sesto posto in classifica. Il secondo anno non riesce ad accedere alla fase successiva dell’Arabian Gulf Cup arrivando terzo nel proprio girone ma riesce ad accedere alla finale della Coppa del Presidente degli Emirati Arabi Uniti battendo agli ottavi di finale per 3-1 l’Al-Nasr, ai quarti di finale il Dibba Al-Fujairah per 1-0 e in semifinale per 2-1 l’Al-Ain. Il 28 maggio 2013 batte in finale per 4-3 l’Al-Shabab e in campionato arriva al secondo posto. L’11 giugno rescinde il contratto.
Il 25 settembre passa all'Al-Ain. A gennaio del 2015 diventa il nuovo tecnico del Getafe. Dopo poco più di un mese dalla sua nomina si dimette per motivi personali.
Il 5 giugno 2015 diventa il nuovo allenatore del Watford. Al termine della stagione, nonostante una salvezza tranquilla, il tecnico lascia la panchina degli Hornets  e il 9 giugno 2016 firma un contratto triennale con l'Espanyol tornando così in Primera División. Nella seconda stagione a Barcellona, Flores si dimette il 20 aprile 2018 a seguito di un periodo con risultati sotto le aspettative.
Il 25 dicembre 2018 viene ufficializzato il suo ingaggio come allenatore dello Shanghai Shenhua, squadra cinese militante nella massima divisione.
Il 7 settembre 2019 torna ad allenare il Watford, richiamato per sostituire Javi Gracia dopo quattro giornate, ma già il 1º dicembre viene sollevato dall'incarico, considerato l'ultimo posto in Premier League. Con lui viene esonerato anche il vice allenatore Juan Carlos Oliva.
Il 6 ottobre 2021, dopo due anni di inattività, torna ad allenare il Getafe a distanza di sei anni dall'ultima esperienza, in sostituzione dell'esonerato Michel. Il 27 aprile 2023, viene esonerato dal club.
Il 18 dicembre dello stesso anno, Sánchez Flores viene ufficialmente ingaggiato come allenatore del Siviglia, in quel momento diciassettesimo in campionato, in sostituzione dell'esonerato Diego Alonso, firmando un contratto valido fino al giugno 2025. Ciononostante il 18 maggio 2024 il club annuncia la separazione con il tecnico al termine della stagione conclusa al quattordicesimo posto nella Liga.

## Statistiche

### Giocatore

#### Cronologia presenze e reti in nazionale
| Cronologia completa delle presenze e delle reti in nazionale ― Spagna | Cronologia completa delle presenze e delle reti in nazionale ― Spagna | Cronologia completa delle presenze e delle reti in nazionale ― Spagna | Cronologia completa delle presenze e delle reti in nazionale ― Spagna | Cronologia completa delle presenze e delle reti in nazionale ― Spagna | Cronologia completa delle presenze e delle reti in nazionale ― Spagna | Cronologia completa delle presenze e delle reti in nazionale ― Spagna | Cronologia completa delle presenze e delle reti in nazionale ― Spagna |
| Data                                                                  | Città                                                                 | In casa                                                               | Risultato                                                             | Ospiti                                                                | Competizione                                                          | Reti                                                                  | Note                                                                  |
| --------------------------------------------------------------------- | --------------------------------------------------------------------- | --------------------------------------------------------------------- | --------------------------------------------------------------------- | --------------------------------------------------------------------- | --------------------------------------------------------------------- | --------------------------------------------------------------------- | --------------------------------------------------------------------- |
| 23-9-1987                                                             | Castellón de la Plana                                                 | Spagna                                                                | 2 – 0                                                                 | Lussemburgo                                                           | Amichevole                                                            | -                                                                     | 46’                                                                   |
| 18-11-1987                                                            | Siviglia                                                              | Spagna                                                                | 5 – 0                                                                 | Albania                                                               | Qual. Euro 1988                                                       | -                                                                     | 63’                                                                   |
| 27-1-1988                                                             | Valencia                                                              | Spagna                                                                | 0 – 0                                                                 | Germania Est                                                          | Amichevole                                                            | -                                                                     | 46’                                                                   |
| 14-9-1988                                                             | Oviedo                                                                | Spagna                                                                | 1 – 2                                                                 | Jugoslavia                                                            | Amichevole                                                            | -                                                                     | 61’                                                                   |
| 12-10-1988                                                            | Siviglia                                                              | Spagna                                                                | 1 – 1                                                                 | Argentina                                                             | Amichevole                                                            | -                                                                     | 46’                                                                   |
| 16-11-1988                                                            | Siviglia                                                              | Spagna                                                                | 2 – 0                                                                 | Irlanda                                                               | Qual. Mondiali 1990                                                   | -                                                                     | 84’                                                                   |
| 21-12-1988                                                            | Siviglia                                                              | Spagna                                                                | 4 – 0                                                                 | Irlanda del Nord                                                      | Qual. Mondiali 1990                                                   | -                                                                     |                                                                       |
| 22-1-1989                                                             | Ta' Qali                                                              | Malta                                                                 | 0 – 2                                                                 | Spagna                                                                | Qual. Mondiali 1990                                                   | -                                                                     |                                                                       |
| 23-3-1989                                                             | Siviglia                                                              | Spagna                                                                | 4 – 0                                                                 | Malta                                                                 | Qual. Mondiali 1990                                                   | -                                                                     |                                                                       |
| 26-4-1989                                                             | Dublino                                                               | Irlanda                                                               | 1 – 0                                                                 | Spagna                                                                | Qual. Mondiali 1990                                                   | -                                                                     | 69’                                                                   |
| 28-3-1990                                                             | Malaga                                                                | Spagna                                                                | 2 – 3                                                                 | Austria                                                               | Amichevole                                                            | -                                                                     | 56’                                                                   |
| 14-11-1990                                                            | Praga                                                                 | Cecoslovacchia                                                        | 3 – 2                                                                 | Spagna                                                                | Qual. Euro 1992                                                       | -                                                                     |                                                                       |
| 19-12-1990                                                            | Siviglia                                                              | Spagna                                                                | 9 – 0                                                                 | Albania                                                               | Qual. Euro 1992                                                       | -                                                                     | 62’                                                                   |
| 16-1-1991                                                             | Castellón de la Plana                                                 | Spagna                                                                | 1 – 1                                                                 | Portogallo                                                            | Amichevole                                                            | -                                                                     | 56’                                                                   |
| 20-2-1991                                                             | Parigi                                                                | Francia                                                               | 3 – 1                                                                 | Spagna                                                                | Qual. Euro 1992                                                       | -                                                                     |                                                                       |
| Totale                                                                |                                                                       | Presenze                                                              | 15                                                                    |                                                                       | Reti                                                                  | 0                                                                     |                                                                       |

### Allenatore

#### Club
Statistiche aggiornate all'11 giugno 2022.
| Stagione               | Squadra                | Campionato             | Campionato | Campionato | Campionato | Campionato | Coppe nazionali | Coppe nazionali | Coppe nazionali | Coppe nazionali | Coppe nazionali | Coppe continentali | Coppe continentali | Coppe continentali | Coppe continentali | Coppe continentali | Altre coppe | Altre coppe | Altre coppe | Altre coppe | Altre coppe | Totale | Totale | Totale | Totale | Vittorie % | Piazzamento |
| Stagione               | Squadra                | Comp                   | G          | V          | N          | P          | Comp            | G               | V               | N               | P               | Comp               | G                  | V                  | N                  | P                  | Comp        | G           | V           | N           | P           | G      | V      | N      | P      | %          | Piazzamento |
| ---------------------- | ---------------------- | ---------------------- | ---------- | ---------- | ---------- | ---------- | --------------- | --------------- | --------------- | --------------- | --------------- | ------------------ | ------------------ | ------------------ | ------------------ | ------------------ | ----------- | ----------- | ----------- | ----------- | ----------- | ------ | ------ | ------ | ------ | ---------- | ----------- |
| 2004-2005              | Getafe                 | PD                     | 38         | 12         | 11         | 15         | CR              | 4               | 3               | 0               | 1               |                    |                    |                    |                    |                    |             |             |             |             |             | 42     | 15     | 11     | 16     | 35,71      | 13º         |
| 2005-2006              | Valencia               | PD                     | 38         | 19         | 12         | 7          | CR              | 4               | 2               | 1               | 1               | Int.               | 6                  | 2                  | 3                  | 1                  |             |             |             |             |             | 48     | 23     | 16     | 9      | 47,92      | 3º          |
| 2006-2007              | Valencia               | PD                     | 38         | 20         | 6          | 12         | CR              | 4               | 2               | 1               | 1               | UCL                | 12                 | 5                  | 4                  | 3                  |             |             |             |             |             | 54     | 27     | 11     | 16     | 50,00      | 4º          |
| lug.-ott. 2007         | Valencia               | PD                     | 9          | 6          | 0          | 3          | CR              |                 |                 |                 |                 | UCL                | 5                  | 3                  | 0                  | 2                  |             |             |             |             |             | 14     | 9      | 0      | 5      | 64,29      | Eson.       |
| Totale Valencia        | Totale Valencia        | Totale Valencia        | 85         | 45         | 18         | 22         |                 | 8               | 4               | 2               | 2               |                    | 23                 | 10                 | 7                  | 6                  |             |             |             |             |             | 116    | 59     | 27     | 30     | 50,86      |             |
| 2008-2009              | Benfica                | PL                     | 30         | 17         | 8          | 5          | CP+CdL          | 3+5             | 1+4             | 2+1             | 0+0             | CU                 | 6                  | 1                  | 1                  | 4                  |             |             |             |             |             | 44     | 23     | 12     | 9      | 52,27      | 3º          |
| ott. 2009-2010         | Atlético Madrid        | PD                     | 31         | 12         | 5          | 14         | CR              | 9               | 5               | 1               | 3               | UCL+UEL            | 3+9                | 0+3                | 2+5                | 1+1                |             |             |             |             |             | 52     | 20     | 13     | 19     | 38,46      | 9º          |
| 2010-2011              | Atlético Madrid        | PD                     | 38         | 17         | 7          | 14         | CR              | 6               | 2               | 2               | 2               | UEL                | 6                  | 2                  | 2                  | 2                  | SU          | 1           | 1           | 0           | 0           | 51     | 22     | 11     | 18     | 43,14      | 7º          |
| Totale Atletico Madrid | Totale Atletico Madrid | Totale Atletico Madrid | 69         | 29         | 12         | 28         |                 | 15              | 7               | 3               | 5               |                    | 18                 | 5                  | 9                  | 4                  |             | 1           | 1           | 0           | 0           | 103    | 42     | 24     | 37     | 40,78      |             |
| nov. 2011-2012         | Shabab Al-Ahli         | UAE                    | 19         | 9          | 4          | 6          | CEA+EC          | 1+8             | 0+5             | 0+2             | 1+1             |                    |                    |                    |                    |                    |             |             |             |             |             | 28     | 14     | 6      | 8      | 50,00      | 1º          |
| 2012-2013              | Shabab Al-Ahli         | UAE                    | 26         | 15         | 7          | 4          | CEA+EC          | 4+6             | 3+1             | 1+2             | 0+3             |                    |                    |                    |                    |                    |             |             |             |             |             | 36     | 19     | 10     | 7      | 52,78      | 2º          |
| Totale Al-Ahli         | Totale Al-Ahli         | Totale Al-Ahli         | 45         | 24         | 11         | 10         |                 | 19              | 9               | 5               | 5               |                    |                    |                    |                    |                    |             |             |             |             |             | 64     | 33     | 16     | 15     | 51,56      |             |
| set. 2013-mar. 2014    | Al-Ain                 | UAE                    | 16         | 6          | 6          | 4          | CEA+EC          | 5+4             | 3+2             | 1+1             | 1+1             | ACL                | 1                  | 1                  | 0                  | 0                  |             |             |             |             |             | 26     | 12     | 8      | 6      | 46,15      | 6º          |
| gen.-feb. 2015         | Getafe                 | PD                     | 7          | 3          | 0          | 4          | CR              | 4               | 1               | 1               | 2               |                    |                    |                    |                    |                    |             |             |             |             |             | 11     | 4      | 1      | 6      | 36,36      | Dimis.      |
| Totale Getafe          | Totale Getafe          | Totale Getafe          | 45         | 15         | 11         | 19         |                 | 8               | 4               | 1               | 3               |                    |                    |                    |                    |                    |             |             |             |             |             | 53     | 19     | 12     | 22     | 35,85      |             |
| 2015-2016              | Watford                | PL                     | 38         | 12         | 9          | 17         | FACup+CdL       | 5+1             | 4+0             | 0+0             | 1+1             |                    |                    |                    |                    |                    |             |             |             |             |             | 44     | 16     | 9      | 19     | 36,36      | 13º         |
| 2016-2017              | Espanyol               | PD                     | 38         | 15         | 11         | 12         | CR              | 2               | 0               | 2               | 0               |                    |                    |                    |                    |                    |             |             |             |             |             | 40     | 15     | 13     | 12     | 37,50      | 8º          |
| 2017-apr. 2018         | Espanyol               | PD                     | 33         | 8          | 12         | 13         | CR              | 6               | 3               | 1               | 2               |                    |                    |                    |                    |                    |             |             |             |             |             | 39     | 11     | 13     | 15     | 28,21      | Dimis.      |
| Totale Espanyol        | Totale Espanyol        | Totale Espanyol        | 71         | 23         | 23         | 25         |                 | 8               | 3               | 3               | 2               |                    |                    |                    |                    |                    |             |             |             |             |             | 79     | 26     | 26     | 27     | 32,91      |             |
| 2019                   | Shanghai Shenhua       | CSL                    | 15         | 3          | 3          | 9          | CdC             | 2               | 2               | 0               | 0               |                    |                    |                    |                    |                    |             |             |             |             |             | 17     | 5      | 3      | 9      | 29,41      | Dimis.      |
| set.-nov. 2019         | Watford                | PL                     | 10         | 1          | 4          | 5          | FACup+CdL       | 0+2             | 0+1             | 0+0             | 0+1             | -                  | -                  | -                  | -                  | -                  | -           | -           | -           | -           | -           | 12     | 2      | 4      | 6      | 16,67      | Eson.       |
| Totale Watford         | Totale Watford         | Totale Watford         | 48         | 13         | 13         | 22         |                 | 8               | 5               | 0               | 3               |                    | -                  | -                  | -                  | -                  |             | -           | -           | -           | -           | 56     | 18     | 13     | 25     | 32,14      |             |
| ott. 2021-2022         | Getafe                 | PD                     | 24         | 7          | 10         | 7          | CR              | 2               | 1               | 0               | 1               | -                  | -                  | -                  | -                  | -                  | -           | -           | -           | -           | -           | 26     | 8      | 10     | 8      | 30,77      | Sub. 15º    |
| 2022-apr.2023          | Getafe                 | PD                     | 31         | 7          | 10         | 14         | CR              | 3               | 2               | 0               | 1               | -                  | -                  | -                  | -                  | -                  | -           | -           | -           | -           | -           | 34     | 9      | 10     | 15     | 26,47      | Eson.       |
| Totale Getafe          | Totale Getafe          | Totale Getafe          | 100        | 29         | 31         | 40         |                 | 13              | 7               | 1               | 5               |                    | -                  | -                  | -                  | -                  |             | -           | -           | -           | -           | 113    | 36     | 32     | 45     | 31,86      |             |
| dic. 2023-2024         | Siviglia               | PD                     | 23         | 9          | 4          | 10         | CR              | 3               | 2               | 0               | 1               | UCL                | -                  | -                  | -                  | -                  | SU          | -           | -           | -           | -           | 26     | 11     | 4      | 11     | 42,31      | Sub, 14°    |
| Totale carriera        | Totale carriera        | Totale carriera        | 502        | 198        | 129        | 175        |                 | 93              | 49              | 19              | 25              |                    | 48                 | 17                 | 17                 | 14                 |             | 1           | 1           | 0           | 0           | 644    | 263    | 165    | 214    | 40,84      |             |

## Palmarès

### Giocatore
- Segunda División: 1

Valencia: 1986-1987
- Campionato spagnolo: 1

Real Madrid: 1994-1995

### Allenatore

#### Competizioni nazionali
- Coppa di Lega portoghese: 1

Benfica: 2008-2009
- UAE Arabian Gulf Cup: 1

Al Ahli: 2011-2012
- Coppa del Presidente degli Emirati Arabi Uniti: 2

Al Ahli: 2012-2013
Al Ain: 2013-2014

#### Competizioni internazionali
- UEFA Europa League: 1

Atletico Madrid : 2009-2010
- Supercoppa UEFA: 1

Atletico Madrid: 2010